# Pristimantis aracamuni
Pristimantis aracamuni är en groddjursart som först beskrevs av Barrio-Amorós och Molina 2006.  Pristimantis aracamuni ingår i släktet Pristimantis och familjen Strabomantidae. Inga underarter finns listade i Catalogue of Life.